# Manuale per morire da sola
Manuale per morire da sola (How to Die Alone) è una serie televisiva statunitense creata da Natasha Rothwell. Vede come protagonista Natasha Rothwell, Conrad Ricamora, Jocko Sims e KeiLyn Durrel Jones e ha debuttato su Hulu il 13 settembre 2024.

## Episodi
| Stagione       | Episodi | Pubblicazione USA | Pubblicazione Italia |
| -------------- | ------- | ----------------- | -------------------- |
| Prima stagione | 8       | 2024              | 2024                 |

## Personaggi e interpreti

### Personaggi principali
- Melissa, interpretata da Natasha Rothwell.
- Rory, interpretato da Conrad Ricamora.
- Alex, interpretato da Jocko Sims.
- Terrance, interpretato da KeiLyn Durrel Jones.
- Allie, interpretata da Jaylee Hamidi.
- Patty, interpretata da Michelle McLeod.
- DeShawn, interpretato da Chris Powell.
- Shaun Gill, interpretato da Arkie Kandola.
- Kaya, interpretata da Elle Lorraine.
- Tamika, interpretata da Melissa DuPrey.

## Produzione
Nel febbraio 2025 Onyx ha cancellato la serie dopo una stagione.

## Distribuzione

### Data di uscita
La prima stagione di Manuale per morire da sola è stata pubblicata in prima visione assoluta negli Stati Uniti d'America su Hulu dal 13 settembre 2024.
Al di fuori degli Stati Uniti è stata distribuita sul servizio di streaming on demand Disney+ in concomitanza con la distribuzione originale.

## Accoglienza

### Critica
La miniserie ha ricevuto recensioni positive dalla critica. Rotten Tomatoes riporta il 91% delle recensioni professionali positive, con un voto medio di 7,10 su 10 basato su 23 critiche. Il consenso critico del sito web indica: «Sfruttando la scoppiettante energia della creatrice e star Natasha Rothwell per un personaggio agrodolce degno di attenzione, Manuale per morire sola è un manuale pratico narrabile.» Metacritic, invece, ha assegnato un punteggio di 76 su 100 basato su 14 recensioni, indicando "recensioni generalmente favorevoli".